# Fits
FITS ist ein Legespiel des deutschen Spieleautors Reiner Knizia, das 2009 erschien und auf dem Spielprinzip des Videospiels Tetris aufbaut. Wie bei diesem müssen die Mitspieler einzelne Puzzleteile (Polyominos) so auf einem Spielfeld verteilen, dass sie vollständige Reihen bilden.

## Spielweise
Bei FITS geht es für jeden Spieler darum, einzelne aus Quadraten zusammengesetzte Puzzleteile (Polyominos) so auf einem Spielfeld zu verteilen, dass sie vollständige Reihen bilden oder möglichst viele Punkte erreichen. Dabei spielen bis zu vier Mitspieler gegeneinander. Das Spielmaterial besteht aus vier Kunststoffrahmen (Rampen mit transparenten Abdeckungen), acht doppelseitig bedruckten Spielplänen (je zwei pro Spieler), vier Startkarten, 64 Spielsteinen in vier Farben und 16 Baukarten.

### Spielablauf
Zum Beginn des Spiels wählt jeder Mitspieler eine Farbe und bekommt eine Rampe mit den entsprechenden Spieltafeln sowie alle Spielsteine seiner Farbe. Das Spiel verläuft über vier Runden, wobei jeweils eine Seite der nummerierten Spieltafeln gespielt wird. Die vier Startkarten und die 16 Baukarten werden in jeder Runde unabhängig voneinander gemischt und verdeckt nebeneinander ausgelegt. Zu Beginn zieht jeder Spieler eine Startkarte und legt diese offen vor sich ab, das darauf gezeigte Bauteil wird als Startstein auf die Spieltafel gelegt. Dafür wird der Stein in beliebiger Ausrichtung oben auf der Tafel platziert und in gerader Linie nach unten geschoben.
Das Ziel ist es, die waagerechten Reihen der Tafel möglichst vollständig oder gewinnbringend aufzufüllen. Lücken können durch die Abdeckung nur gefüllt werden, wenn sie von oben erreichbar sind. Nach der Startkarte werden die Baukarten der Reihe nach aufgedeckt und alle Spieler platzieren die jeweiligen Bausteine entsprechend auf ihrer Tafel und schieben sie so weit wie möglich nach unten. Wird die Startkarte eines Spielers aufgedeckt, setzt dieser die entsprechende Runde aus. Statt einen Stein zu platzieren, darf ein Spieler auch aussetzen und den entsprechenden Stein zur Seite legen. Wenn alle Baukarten aufgebraucht sind, endet die Runde und wird gewertet. In der ersten Runde bekommt jeder Spieler für jede lückenlose waagerechte Reihe jeweils einen Punkt. In den späteren Runden gibt es markierte Felder, die bei der Wertung Sonderpunkte oder Minuspunkte bringen.
Gewinner des Spiels ist der Spieler, der nach vier Runden am meisten Punkte bekommen hat.

### Solospiel
Ein Solospiel von FITS ist möglich. Dabei gelten die gleichen Regeln wie beim Mehrspielerspiel, und der Spieler versucht, möglichst viele Punkte zu erreichen.

### Erweiterungen
Zu FITS wurden mehrere Erweiterungen veröffentlicht. Dabei sind 2009 vier neue Spieltafeln als offizielle Ergänzung erschienen, die den Grundregeln entsprechend gespielt werden und Felder mit den Bezeichnungen 1, 2, 3 und -5 enthalten, die die Wertung beeinflussen. Hinzu kamen mehrere inoffizielle „More of the Same (MOTS)“-Erweiterungen mit neuen und teilweise sehr komplexen und schwierigen Spielfeldern.

## Ausgaben und Rezeption
FITS wurde von dem deutschen Spieleautor Reiner Knizia auf der Basis des Videospiels Tetris entwickelt und erschien 2009 bei Ravensburger zur Nürnberger Spielwarenmesse. Es ist unabhängig von dem bereits 1999 im gleichen Verlag erschienen und gleichnamigen Spiel von Charles B. Phillips und Ronald Wiecek.
Das Spiel wurde im Erscheinungsjahr zum Spiel des Jahres nominiert:

„Das gelegentliche Missvergnügen über völlig unpassende Teile gehört ebenso zum Spiel wie die reine Freude über das Auftauchen eines Spielteils, dessen Form nahezu ideal den augenblicklichen Bedürfnissen angemessen ist.“

2010 erschien eine Miniversion des Spiels unter dem Titel Fits – Mut zur Lücke mit nur jeweils zwei Spieltafeln pro Spieler sowie einer reduzierten Anzahl von Bausteinen und Karten.

## Belege
1. 1 2 3 4 5 6 7 8  FITS - Spielanleitung
2. ↑  Versionen von Speed Dice in der Datenbank BoardGameGeek; abgerufen am 24. November 2017.
3. ↑  FITS (1999) in der Spieledatenbank Luding; abgerufen am 24. November 2017.
4. 1 2  Fits auf der Website des Spiel des Jahres e.V.; abgerufen am 24. November 2017.
5. ↑  Fits – Mut zur Lücke in der Spieledatenbank Luding; abgerufen am 24. November 2017.